# انجل باتیستا
انجل خوان مارکوس باتیستا (به انگلیسی: Angel Juan Marcos Batista ‎/ˈeɪndʒəl/‎) یک شخصیت خیالی در سری کتاب‌های دکستر و سریال تلویزیونی با همین نام می‌باشد. در تلویزیون دیوید زایاس ایفاگر نقش باتیستا است. باتیستا از فصل اول تا هفتم گروهبان پلیس در بخش جنایی است و در ابتدای فصل هشتم به درجه ستوان ارتقا پیدا می‌کند. او بهترین دوست دکستر است و در بسیاری از مسائل کاری و شخصی به علت هوش بالای دکستر از او کمک می‌گیرد.